# Jan Pater
Jan Pater (Heerhugowaard, 21 juni 1950) is een Nederlandse beeldhouwer.

## Biografie
In 1968 deed Pater toelatingsexamen voor de Gerrit Rietveld Academie in Amsterdam, maar werd niet toegelaten. Naast zijn dagelijkse werkzaamheden (hij was onder andere en respectievelijk meubelmaker, verpleegkundige en docent organisatiekunde en verpleegkunde aan een Alkmaarse hogeschool) was hij altijd bezig met beeldhouwen. In 1996 begon hij het beeldhouwen meer serieus uit te voeren. Tijdens zijn ontwikkeling als beeldhouwer kreeg hij les van en/of werkte hij samen met beeldhouwers Lia van Vught, Peter Breed, Piet Vos, Catrien van Amstel en Leo van den Bos.
In 2000 besloot Pater zich professioneel aan het beeldhouwen te wijden. Een hiertoe belangrijke impuls kwam van Stichting Utopa die hem de gelegenheid gaf een jaar lang op de Studio Sem in het Italiaanse Pietrasanta te beeldhouwen. Op Studio Sem werkten beeldhouwers als Henry Moore, César Baldaccini en Joan Miró; tegenwoordig wordt er werk voor onder anderen Knut Steen, Barry Flanagan en Damien Hirst uitgewerkt. Ieder voor- en najaar heeft Pater zijn vaste plek op Studio Sem om er beelden ruw uit te houwen die vervolgens in Nederland vervolmaakt worden. Pater woont en werkt in Bakkum. In 2012 verscheen een biografie over Pater.

## Werk

### Materialen
Pater werkt voornamelijk met diverse soorten steen en is steeds op zoek naar bijzondere stenen die zich lenen voor specifieke beelden: marmer, graniet, onyx, travertin, gneis. Kleur speelt ook een rol in de keuze van de materialen. De kleuren van steen zijn zo divers en uitdrukkelijk, dat ze beelden een extra dimensie geven. Een expositie van het werk van Pater is dan ook een kleurrijk geheel.
Ook lood, brons, metaal en hout zijn gebruikte materialen.

### Invloeden
Invloeden op het werk van Pater zijn onder anderen Marino Marini, Benoit Luyx, Amedeo Modigliani, Alexej von Jawlensky en Jan Meefout.

### Tentoongesteld werk
Paters werk heeft een vaste plaats in een aantal galeries, waaronder in Beeldengalerij Het Depot in Wageningen, in Brugge (België) in kunstgalerij ART14, in Galleri Harald Kjeldaas in Oslo (Noorwegen) en Studio Sem in Pietrasanta (Italië). Hij neemt geregeld deel aan tentoonstellingen.